# Seligerskaja
Seligerskaja (Russisch: Селигерская ) is een station van de Ljoeblinsko-Dmitrovskaja-lijn van de Moskouse metro. Het station is genoemd naar het Seligermeer ter nagedachtenis aan de gevechten aan het Kalininfront die hier tijdens de verdediging van Moskou plaatshadden.

## Geschiedenis
In 1965 verscheen het station voor het eerst in de plannen voor de metrobouw, de huidige locatie werd vastgelegd in het algemene plan voor de metro uit 1971. Destijds was het de bedoeling dat de tweede noord-zuidlijn (lijn 9) ten noorden van Petrovsko-Razoemovskaja twee takken zou krijgen, waarbij Seligerskaja aan de westelijke tak zou komen. Het was toen al de bedoeling om het station als ondiep gelegen zuilenstation te bouwen, maar de geologische en stedenbouwkundige omstandigheden leidden ook tot andere voorstellen. In 1978 en 1979 werden graafwerkzaamheden uitgevoerd, die echter in 1980 werden gestaakt en vervolgens werd de bouwput weer dichtgegooid. Na een wijziging van de plannen in 1985 werd de westelijke tak gekoppeld aan een derde noord-zuidlijn (lijn 10). Een nieuwe aanloop werd genomen met een verticale schacht die echter halverwege de jaren 90 werd verwijderd.
De bouw van het noordelijke deel van lijn 10 kwam na het uiteenvallen van de Sovjet-Unie op een laag pitje en tijdens de Roebelcrisis werden de bouwplaatsen zelfs geheel ontmanteld. In 2011 werd het ontwerp van lijn 10 ten noorden van de kleine ringspoorlijn van Moskou opnieuw bekeken. Omdat het tracé onder de Dmitrovskoje Sjosse ligt en een openbouwput het wegverkeer zou verstoren werd gekozen voor een geboorde tunnel met pylonenstations De bedoeling was om twee toegangen te bouwen, een aan de oostkant van de voetgangerstunnel onder het Toemajanplein, de andere bij de kruising van de Korovinski Sjosse en de Pjalovskaja Oelitsa naast het Metrostroihotel. Ondergronds zou er ten noorden van het station een doodlopend keerspoor komen voor de metro's. In juni 2011 begon de bouw van het station met geologisch onderzoek en de omheining van het bouwterrein. Begin 2012 werd begonnen met de startschacht en in maart gingen de damwanden de grond in. In de zomer van 2012 kwam men terug op het pylonenstation en in de herfst lag er weer een plan voor een ondiep gelegen zuilenstation.

## Aanleg
Op 10 oktober 2013 begon op 20 meter diepte  tunnelboormachine (TBM) Claudia, van het type Lovat-242SE, aan haar negende tunnelbuis sinds ze in 2003 haar eerste tunnel boorde tussen Noord- en Zuid-Boetovo tijdens de bouw van de Boetovskaja-lijn. Claudia boorde de westelijke buis tussen Seligerskja en, het zuidelijker gelegen, Verchnië Lichobory, zustermachine Abigail boorde de oostelijke buis en beide machines bereikten de splitsing ten zuiden van Verchnië Lichobory op 10 juni 2015. Vanuit het noorden begon de Herrenkenecht TBM Anastasia half april 2015 met de westelijke tunnelbuis vanaf de grens tussen de bouwdelen Oelitsa 800-Letija Moskvy en Seligerskaja. Deze tunnelbuis werd in eerste instantie gebouwd ten behoeve van de keersporen. In juni werd de startschacht van Seligerskaja bereikt en werd de TBM gedemonteerd. De 316 meter tussen de startschacht en het station werd tussen 18 april en 3 augustus 2016 geboord door TBM Valentina. 
In dezelfde periode werd de oostelijke tunnelbuis ten noorden van Seligerskaja geboord door TBM Alexandra. Op 19 januari 2017 begon de bouw van de voetgangerstunnel tussen de zuidelijke verdeelhal en de Korovinski Sjosse. In april 2017 startte het plaatsen van de roltrappen tussen de verdeelhallen en het perron. Vanaf 2 november 2017 werd de verlichting aangebracht en op 9 november 2017 werden alle zes de roltrappen in gebruik genomen ter gelegenheid van een werkbezoek van de Moskouse burgemeester. De oplevering van het station vond plaats op 9 januari 2018.

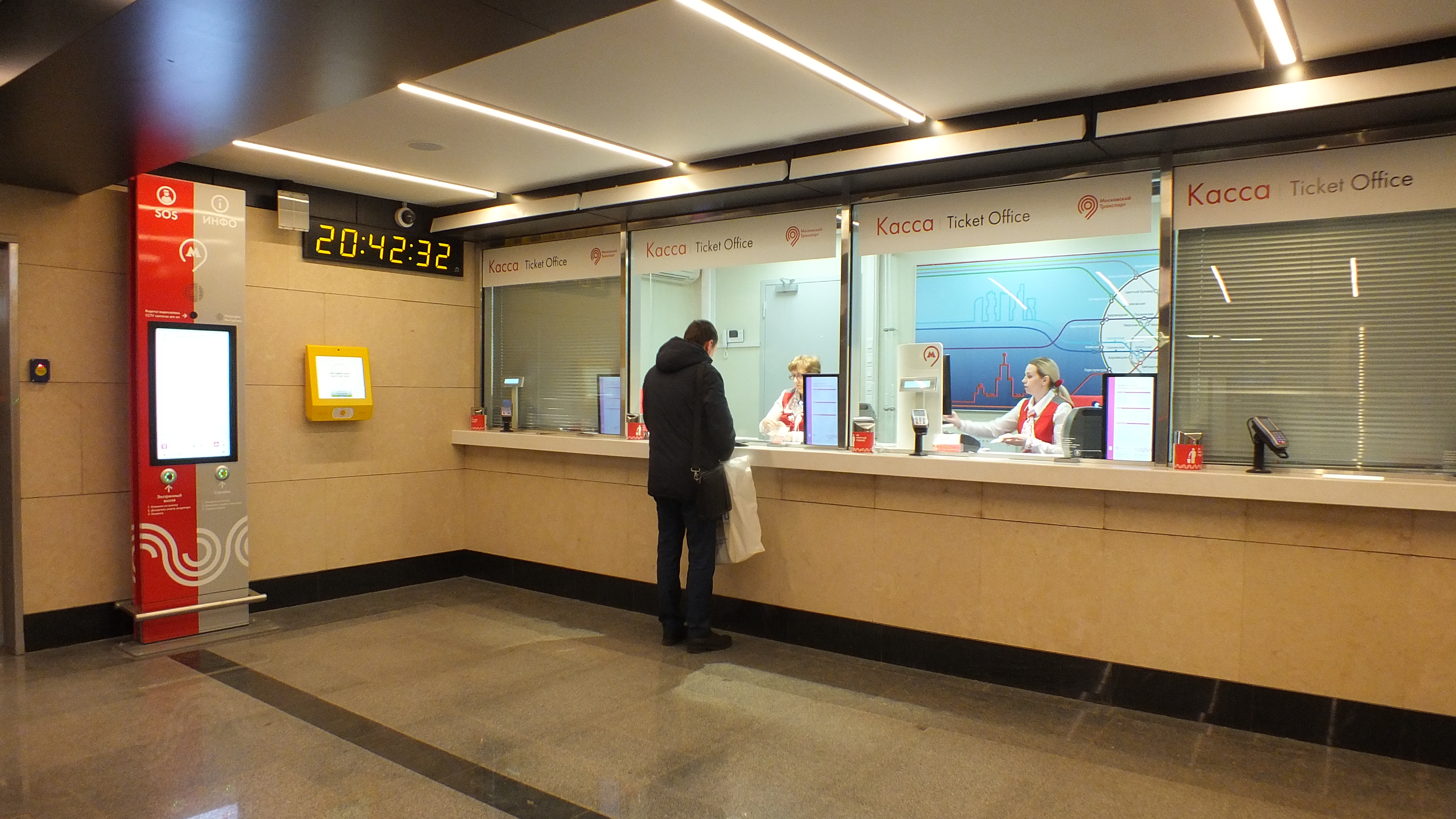
De kaartverkoop
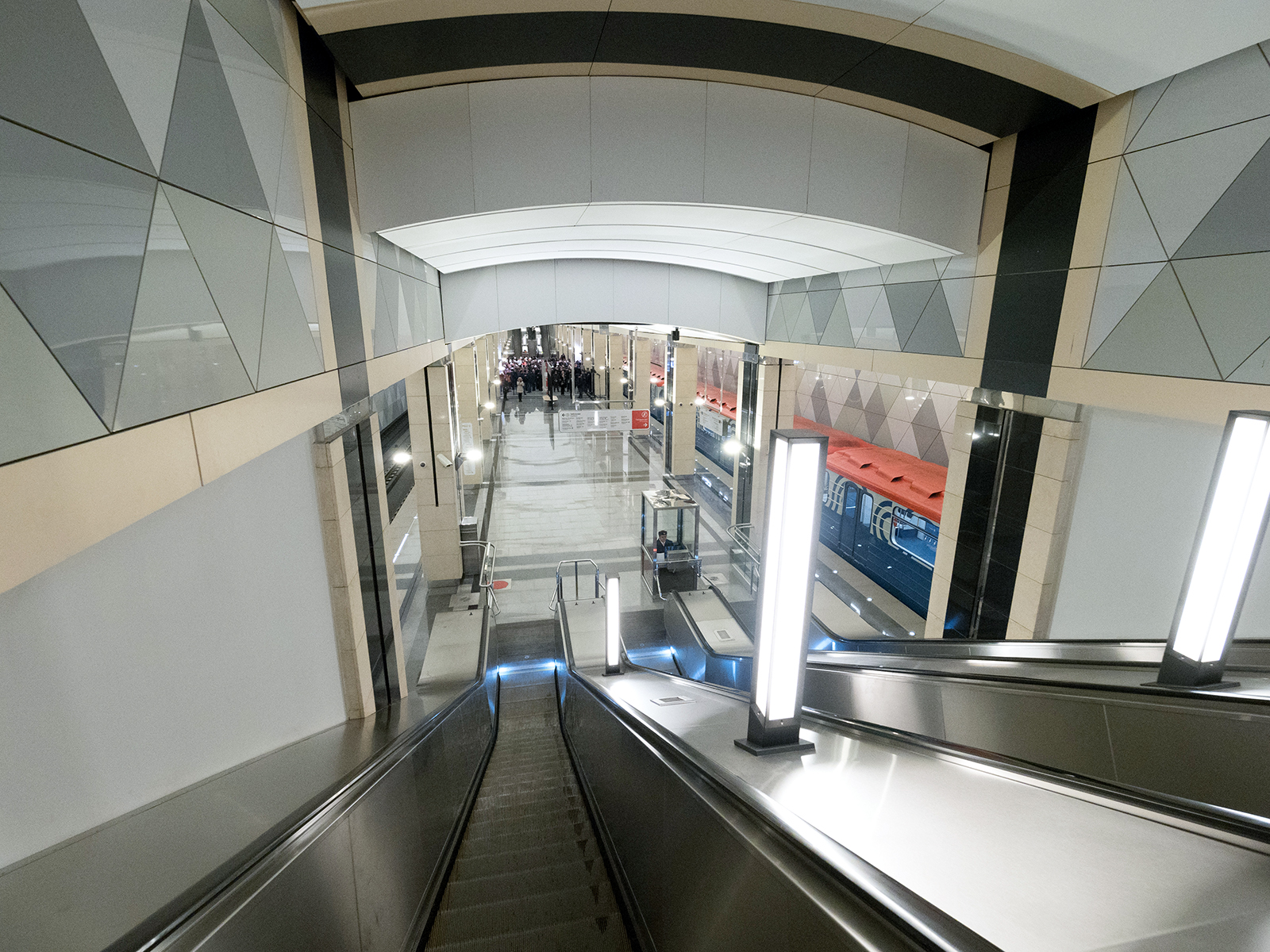
De roltrappen tussen verdeelhal en perron
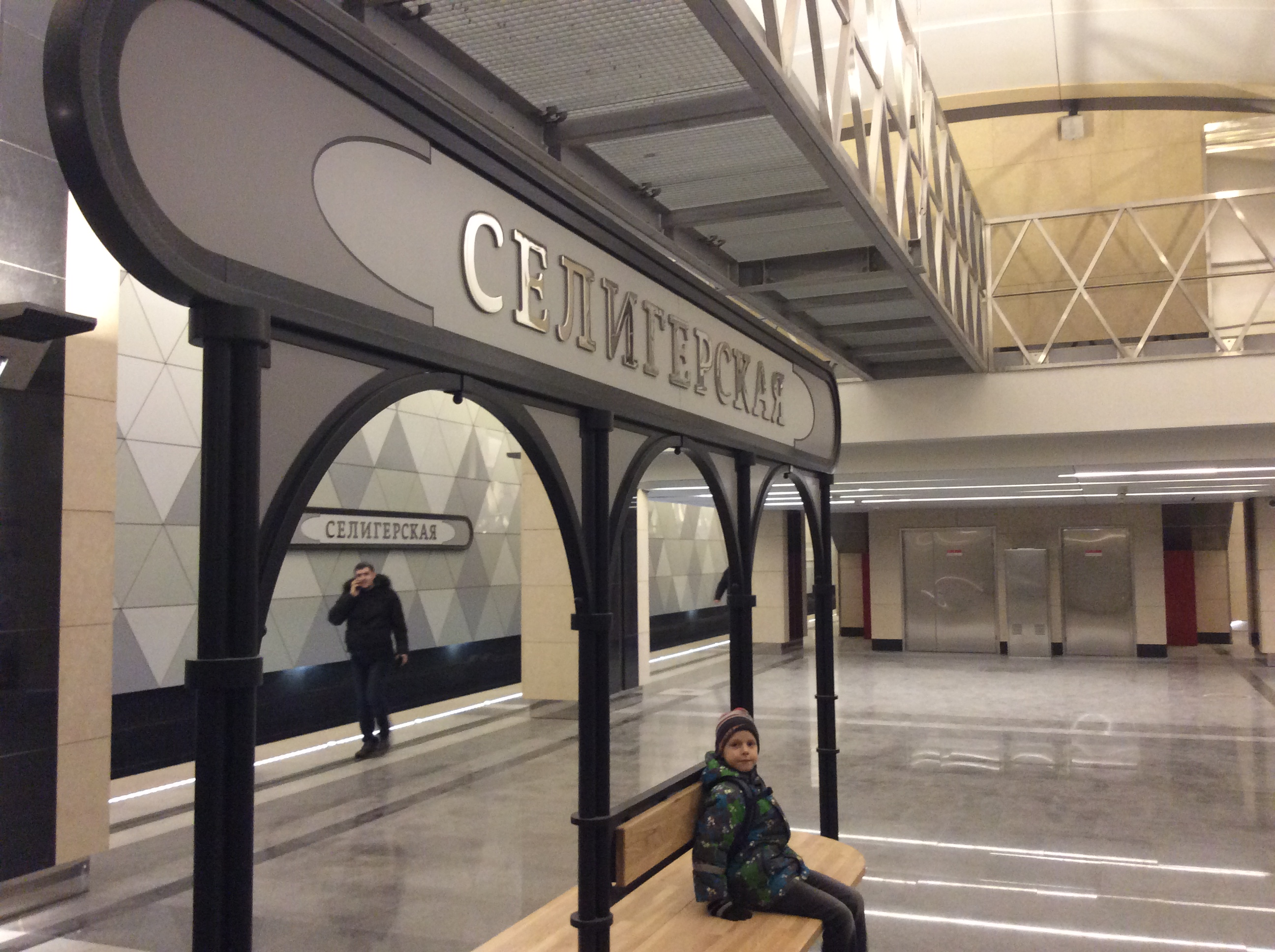
Het naambord op het perron

## Opening
De opening van de verlenging van de Ljoeblinsko-Dmitrovskaja-lijn ten noorden van Marina Rosjtsja tot Seligerskaja zou voor eind 2014 plaatsvinden. Tijdens de bouw stuitten de bouwers op drijfzand en het meerwerk leidde tot vertraging van het project. Het deel ten zuiden van Petrovsko-Razoemovskaja werd in 2016 geopend, het deel ten noorden daarvan, bestaande uit drie stations en het depot 19 (Lichobory), pas op 22 maart 2018.
Seligerskaja is het 215e metrostation van Moskou en door de opening kregen een paar grote woonwijken in het noorden van Moskou aansluiting op de metro. Er werd destijds geschat dat ongeveer 100.000 reizigers per dag van het station gebruik zouden maken. Naast de westelijke uitgang van de noordelijke verdeelhal is een vervoersknooppunt met vier verdiepingen in aanbouw. Het complex van ongeveer 150.000 m2krijgt haltes voor langeafstandsbussen en het lokale voor en natransport alsmede een taxistandplaats. Verder zijn er 2000 parkeerplaatsen en een fietsenstalling voorzien. De rest van het complex zal worden gevuld met winkels, kantoren en uitgaansgelegenheden. De verdere verlenging van de lijn naar het noorden is op 7 september 2023 in gebruik genomen.

## Ligging en inrichting
Het station ligt aan de westrand van het district Beskoednikovski op de grens met West-Degoenino, bij het Toemajanplein, de splitsing van de Dmitrovski Sjosse en de Korovinski Sjosse. Ondergronds is er sprake van een ondiep gelegen zuilenstation met drie gewelven en ook de verdeelhallen hebben een gewelf. Boven het perron is het gewelf 12 meter hoog, de draagbalken en de tunnelwanden zijn bekleed met driehoekige composietpanelen in verschillende tinten. Onder de perronhoogte is de tunnelwand afgewerkt met zwart gabbro graniet. Het perron bestaat uit drie soorten, Gabbro, Siberisch en Kamengorsk, graniet. De 38 zuilen van het station zijn voorzien van 66 armaturen, elk een aan de spoorzijde en de binnenzijde van een zuil. De onderste helft van de zuilen is bekleed met travertijn in roestvrijstalen lijsten. De bovenste helft is bekleed met composiet in dezelfde kleur als het travertijn. De ondergrondse verdeelhallen zijn ingericht in art-nouveau stijl naar het voorbeeld van de Parijse metro.